# تئاتر درام ملی آکادمی دولت آذربایجان
تئاتر درام ملی آکادمی دولت آذربایجان (به زبان  ترکی آذربایجانی: Azərbaycan Dövlət Akademik Milli Dram Teatrı) تئاتری است واقع در باکو، پایتخت جمهوری آذربایجان.

## تاریخ تئاتر
دانش آموزان مدرسهٔ «رئالنی» باکو و روشنفکران و متفکران برجسته به ریاست «حسن بیگ زردابی» با نمایش نمایش‌نامه «وزیر خان لنکران» «میرزا فتحعلی آخوندزاده» در «باشگاه نجیب‌زادگان» در ۱۰ مارس سال ۱۸۷۳، بنیاد تئاتر ملی حرفه ای، به عبارت دیگر تئاتر درام ملی آکادمی دولت آذربایجان را گذاشتند. اگرچه این تئاتر در ابتدا به شکل‌های مختلف گروهی در عده‌های تئاتر فعال تحت انجمن‌های «نجات»، «صفا» «حاکمیت» و «یگانگی‌های فرهنگ و معارف» و همچنین به صورت «اتحاد هنرپیشگان مسلمان درام» و «مدیریت برادران حاجی بیگف» تماشاهایی ترتیب می‌داد، از سال ۱۹۱۹ واجد امتیاز تئاتر دولتی است.

## اسامی تئاتر در دوران مختلف
اسم آن در دوران مختلفی «تئاتر حکومتی»، «تئاتر دولتی متحد»، «تئاتر درام تُرک آذربایجان» بوده و نیز فی‌مابین سالهای ۱۹۲۳ الی ۱۹۳۳ نام «داداش بنیادزاده» و در میان سالهای ۱۹۳۳ تا ۱۹۹۱ اسم «مشهدی عزیز بیگف» را به یدک کشیده‌است. از سال ۱۹۹۱ نیز تئاتر درام ملی آکادمی دولت آذربایجان نامیده می‌شود.